# Mir iz Saint-Germain-en-Laya
Mir iz Saint-Germain-en-Laya je mirovni sporazum med hugenoti in katoličani, sklenjen 8. avgusta 1570, s katerim se je končal tretji del francoskih verskih vojn. Mir je hugenotom zagotovil svobodo veroizpovedi, dovolil verske obrede na določenih mestih in za dve leti pustil nadzor nad štirimi trdnjavami.
Dogovor med sprtima stranema je trajal do Šentjernejske noči  leta 1572, nato pa je ponovno izbruhnila vojna. Vojne so se končale šele po utrditvi oblasti prvotno protestantskega francoskega kralja Henrika IV. iz hiše Bourbonov.

## Ozadje
Tretja francoska verska  vojna se je začela leta 1568. Katoličani so neuspešno poskušali iz zasede ujeti protestantska voditelja Gasparda de Colignyja in Louisa de Condéja, ki sta se nato preselila v La Rochelle. Po zmagah katoličanov v bitkah pri Jarnacu marca 1569, v kateri je padel Louis de Condé, in pri Moncontourju oktobra 1569, so imeli hugenoti še dovolj moči za nadaljevanje vojne. Poleg tega je admiralu Colignyju uspelo zbrati novo vojsko na jugu Francije. Finančne težave dvora in uspešna ofenziva hugenotov, ki jo je vodil Coligny, so glavne predstavnike katoličanov, kraljico mater Katarino Medičejsko in njenega sina Karla IX., prisilili v pogajanja.

## Določbe sporazuma
Protestantom (hugenotom) je bila zagotovljena svoboda njihove vere. Na podlagi sporazuma so lahko opravljali bogoslužje v krajih, kjer jim je bilo to dovoljeno do 1. avgusta 1570, in v predmestjih štiriindvajsetih mest, po dveh v vsaki provinci. Predstavniki višjih slojev s posebnimi  sodnimi pooblastili so lahko bogoslužja opravljali tudi na svojem domu, vendar največ v družbi desetih svojih prijateljev ali sorodnikov. Hugenoti so lahko dve leti nadzirali tudi štiri trdnjave: La Rochelle, Montauban, La Charité-sur-Loire in Cognac. Obljubljena jim je bila tudi vrnitev položajev v državnih uradih, s katerih so bili odstavljeni. Sporazum je z nekaj spremembami nadomestil  edikte, objavljene januarja 1562, marca 1563 in marca 1568. Vključeval je tudi poziv k pozabi starih sporov in prijateljstvu med obema stranema. Njen drugi člen je obema stranema svetoval, »naj živita skupaj kot brata, prijatelja in sodržavljana«.
V pogajanjih za sklenitev miru  sta posredovala Armand de Gontaut-Biron in Henri de Mesmes.
Pogoji sporazuma so bili spoštovani s sprejemom admirala Colignyja v Kraljevi svet. Coligny  je prejel finančno nadomestilo v višini 150.000 liver in letno rento 20.000 liver.